# Léane Labrèche-Dor
Léane Labrèche-Dor est une humoriste et comédienne québécoise, née le 6 juillet 1988, originaire de Saint-Lambert.

## Biographie
Diplômée de l'École nationale de théâtre du Canada en 2012,, elle s'est fait connaître du grand public au début de 2014 avec son rôle de comédienne maison dans l'adaptation québécoise de l'émission humoristique Saturday Night Live, SNL Québec. L'année suivante, on la retrouve à nouveau dans une émission à sketchs : Le Nouveau Show.
Elle est depuis, active et présente dans le paysage télévisuel et artistique du Québec.
En 2018, elle conçoit et anime en compagnie de son ami d’enfance Martin Proulx, la série documentaire Karaoké présentée sur Véro.tv.

## Famille
Elle est la fille de Marc Labrèche, fils de l'acteur Gaétan Labrèche et de Fabienne Dor († 1er juin 2005),, fille du chanteur et poète Georges Dor. Elle a également un frère prénommé Orian.
Elle est en couple avec Mickaël Gouin depuis le début de 2016. En mai 2021, elle donne naissance à leur premier enfant.

## Filmographie

### Télévision[2]
- 2012 : Tu m'aimes-tu?, fille, Podz, Zone 3
- 2012 : 30 vies, Charlène (1er rôle en continuité), François Bouvier, Aetios
- 2012-2013 : Les bobos, Juliette, Marc Labrèche, Zone 3
- 2013 : Les beaux malaises, escorte, Francis Leclerc, Encore Télévision
- 2014 : SNL Québec, comédienne maison, Guy Gagnon, FairPlay/Zone 3
- 2015 : Camping de l'Ours, Fanny, Alexandre Roy, FairPlay
- 2015-* 2016 : Le Nouveau Show, comédienne maison, Guy Gagnon, FairPlay/Zone 3
- 2017 : Les Magnifiques, rôles divers, Mathieu Gadbois & Isabelle Garneau, KOTV[12]
- 2018 : Karaoké, conceptrice et animatrice, Christian Lalumière, KOTV
- 2020 : Escouade 99 : Valérie Ruel
- 2023 : Haute Démolition : Laurie Blais

### Cinéma
- 2012 : Mémorable moi, l'ex, Jean-François Asselin, Les Productions Jean-François Asselin inc[2].
- 2014 : Qu'est-ce qu'on fait ici ? de Julie Hivon : Corine
- 2018 : Les Scènes fortuites de Guillaume Lambert : Maritza
- 2018 : Kanata, Émilie, Kynam Leduc, Les Films de l'autre
- 2022 : Lignes de fuite de Catherine Chabot et Miryam Bouchard (en) : Valérie
- 2023 : Les Hommes de ma mère d'Anik Jean : Elsie

### Webtélé
- 2012-2013 : Le frigidaire, Ariane, Sébastien Gagné, LibTV[2]
- 2014-2015 : 7$ par jour, Chloé, Sébastien Gagné, Jessie Films[2]
- 2016 : La vie n'est pas un magazine, Animation, Maude Éthier-Boutet, Trio Orange/ICI Tou.tv[13]

## Théâtre[2]
- 2009 : Poésie, sandwichs et autres soirs qui penchent, apport physique, Loui Mauffette, Cinquième Salle de la Place des Arts

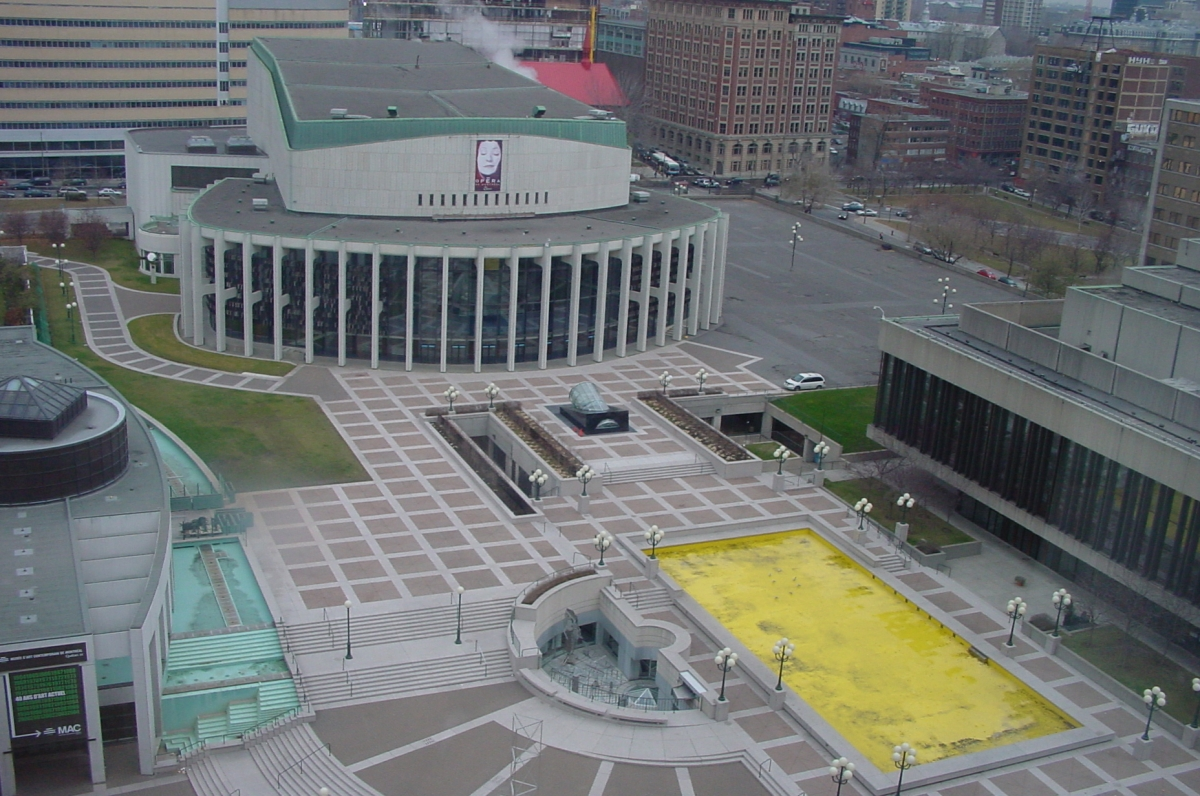
La Place des Arts

- 2009 : Trilogie des Coufontaine, Pensée de Homodarmes, Michelle Rossignol, ENT
- 2010 : Sains et saufs, Lucille, Martin Desgagnés, ENT
- 2010 : Cabaret Insupportable III, Transthéâtre, Brigitte Poupart, Cabaret du Lion d'Or
- 2010 : Le ventriloque, Gaby, Éric Jean, ENT
- 2011 : Le songe d'une nuit d'été, Héléna, Alice Ronfard, ENT
- 2011 : On prend toujours un cabaret pour la vie, création, David Michaël, Cabaret du Lion d'Or
- 2012 : En français comme en anglais, it's easy to criticize, Léane, Chis Abraham et Christian Lapointe, Monument National, ENTC
- 2012 : Rois et reines (tissage Richard III et Les Reines), La Reine Marguerite, Denise Guilbault et Guy Nadon, Monument National, ENTC
- 2013 : Les muses orphelines, Isabelle, Martine Beaulne, Compagnie Jean-Duceppe[14]
- 2013 : Villa Dolorosa, Karine, Théâtre Espace Go, Martin Faucher
- 2015-2016 : 50 Shades la parodie, Catherine, Didier Morissonneau, Juste Pour Rire[15]
- 2015-2017 : J’accuse, La fille qui aime, Sylvain Bélanger, Théâtre d’Aujourd’hui[12]
- 2016 : On t'aime Mickaël Gouin, Béatrice Sicotte, Olivier Aubin et Dominic Quarré, Théâtre des Cascades[16]

## Radio
- 2015 à aujourd’hui : La soirée est (encore) jeune, invitée et collaboratrice, Radio-Canada[17].

## Sur scène[2]
- 2004 : Tournée carnet de notes et fidèles insomnies, Chanteuse, Alain Lefèvre
- 2007 : Cégep en spectacle 2007, Création, écriture et animation du gala, Théâtre le National

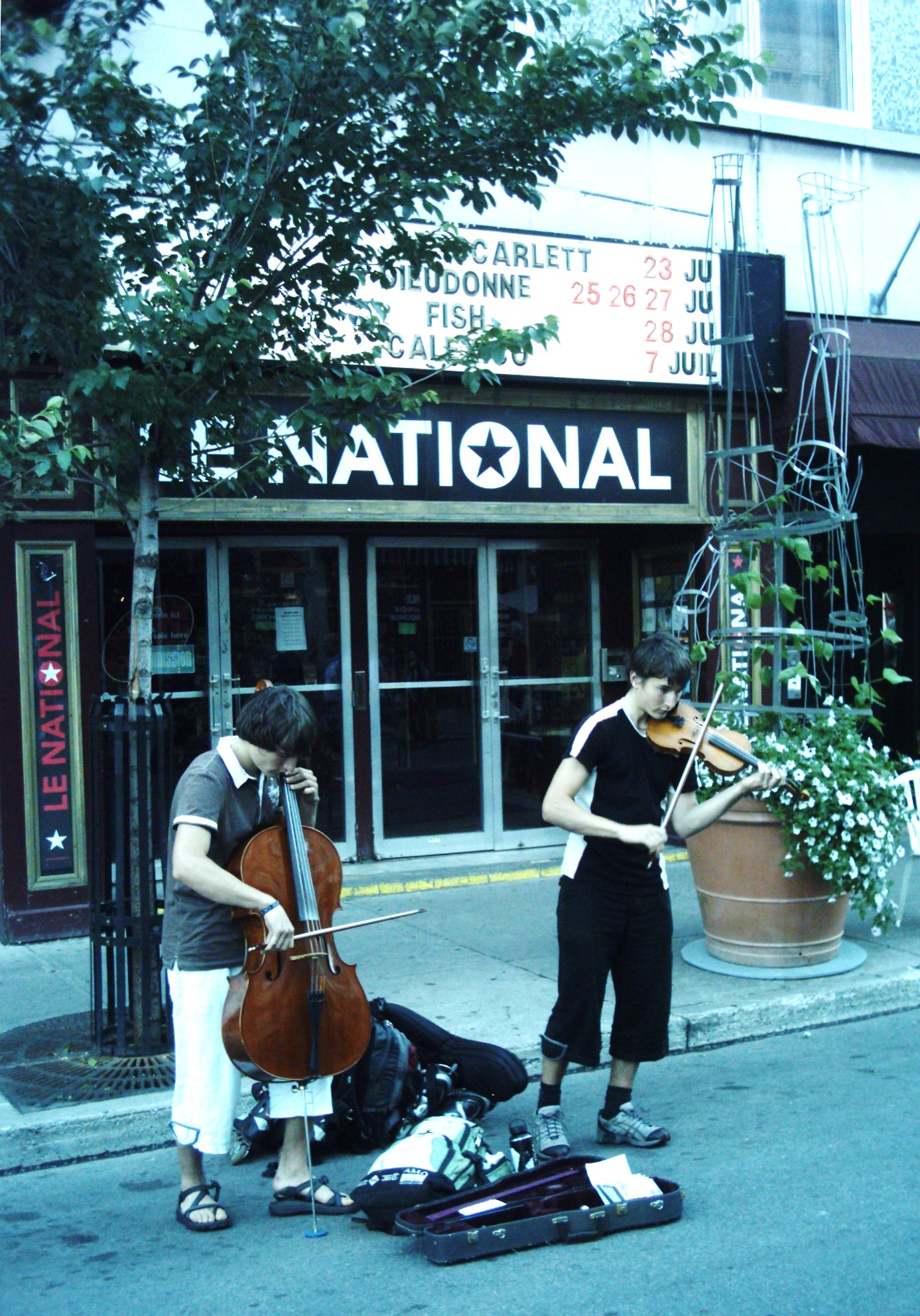
Théâtre Le National

- 2010 : Lecture CEAD, rôles multiples, Robert Bellefeuille, Cinquième Salle, Place des Arts
- 2011 : Charly Pop and friends 2.0, Zoofest création, écriture et interprétation d’un numéro, Club Soda
- 2011 : Cabaret 60 ans Espace Go, chanteuse-comédienne, Alice Ronfard, Espace Go
- 2011-2012 : Cabaret viens voir ailleurs, création, écriture et interprétation d’un numéro, L’Espace Relatif, Salla Rossa
- 2012 : 14e soirée des Jutra, hôtesse, Radio-Canada, Théâtre Saint-Denis
- 2015 : 33e Gala des Rendez-vous du cinéma québécois, animatrice et participation aux textes, Cinémathèque québécoise
- 2015 : 12e Gala Prends ça court, animatrice et participation aux textes, Cinémathèque québécoise
- 2017 : 35e Gala des Rendez-vous du cinéma québécois, animatrice et participation aux textes, Cinémathèque québécoise
- 2017 : 14e Gala Prends ça court, animatrice et participation aux textes, Cinémathèque québécoise
- 2017 : 19e Gala Québec Cinéma, Gala des artisans, co-animatrice, Radio-Canada, salle Jean-Despréz

## Prix et distinctions
- 2014 : Finaliste pour un prix Gémeaux, gala des prix Gémeaux, meilleure interprétation dans une émission d'humour, SNL Québec[18]
- 2015 : Finaliste pour un prix Gémeaux, gala des prix Gémeaux, meilleure interprétation dans une émission d'humour, SNL Québec